# Elfi Zinnová
Elfi Zinnová (* 24. srpna 1953, Rathebur, Meklenbursko-Přední Pomořansko) je bývalá východoněmecká atletka, jejíž specializací byl běh na 800 metrů.
V roce 1973 získala stříbrnou medaili na halovém ME v nizozemském Rotterdamu. O tři roky později vybojovala bronzovou medaili na letních olympijských hrách v Montrealu, kde si ve finále časem 1:55,60 vytvořila osobní rekord.